# Adam Sporleder
Johann Adam Sporleder (* 25. Dezember 1772 in Jesberg; † 31. Juli 1846 ebenda) war ein deutscher Landwirt, Bürgermeister und Abgeordneter.
Sporleder war der Sohn des Landwirts in Jesberg Johann Henrich Sporleder (1745–1822) und dessen Ehefrau Anna Christine geborene Schröder (1744–1778), der Tochter eines Landwirts in Zwesten. Sporleder, der evangelischer Konfession war, heiratete am 8. Juni 1798 in erster Ehe Wilhelmine Brom (* 11. März 1780; † 17. November 1819), eine Tochter des Metzgers Conrad Brom aus Rauschenberg. Am 9. April 1820 heiratete er in zweiter Ehe Sophie Trieschmann (* 14. März 1791; † 29. April 1860), eine Tochter des Krämers Hermann Trieschmann aus Treysa.
Er lebte als Landwirt (Ökonom) und Branntweinbrenner in Jesberg. Vom 2. Juni 1808 bis zum 26. Oktober 1813 war er Mitglied der Reichsstände des Königreichs Westphalen für das Departement der Werra und die Wählergruppe der Grundeigentümer. Vom 20. April 1838 bis zum 12. Juli 1838 war er Mitglied der Kurhessischen Ständeversammlung für den Wahlkreis Ziegenhain-Land. Von Mai 1809 bis August 1811 war er Maire (Bürgermeister) von Jesberg.